# Parastrangalis insignis
Parastrangalis insignis là một loài bọ cánh cứng trong họ Cerambycidae.